# 480 Ганза
480 Ганза (480 Hansa) — астероїд головного поясу, відкритий 21 травня 1901 року у Гейдельберзі.